# 戗兽

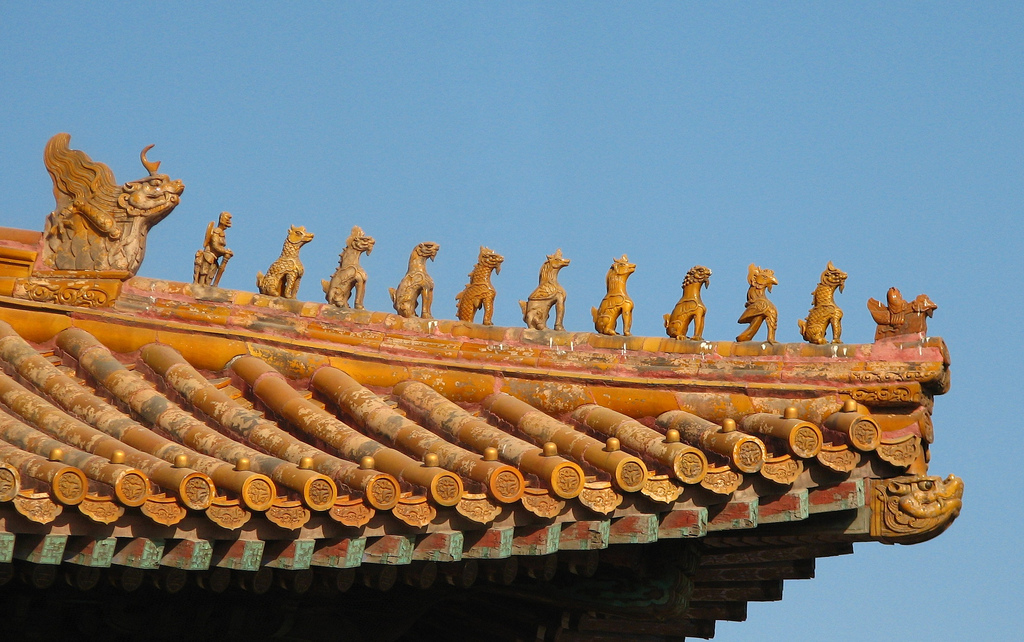
太和殿的戗兽（左）与蹲兽

戗兽是中国傳統建築戗脊上兽件，用于歇山顶和重檐建筑上。
戗兽是兽头形状，将戗脊分为兽前和兽后，兽头前方安放蹲兽，其作用和垂兽相同，起到固定屋脊的作用，同时也有严格的等级限制。